# Montecatini Val di Cecina
Montecatini Val di Cecina é uma comuna italiana da região da Toscana, província de Pisa, com cerca de 2.002 habitantes. Estende-se por uma área de 155 km², tendo uma densidade populacional de 13 hab/km². Faz fronteira com Bibbona (LI), Guardistallo, Lajatico, Montescudaio, Monteverdi Marittimo, Pomarance, Riparbella, Volterra.

## Demografia
| Variação demográfica do município entre 1861 e 2011                               |
|                                                                                   |
| Fonte: Istituto Nazionale di Statistica (ISTAT) - Elaboração gráfica da Wikipedia |